# Mint Julep
Il mint julep è un cocktail originario del Sud degli Stati Uniti a base di menta e whisky di tipo Bourbon, servito con abbondante ghiaccio tritato. Mint significa appunto menta e julep è un termine che deriva dal persiano gulab e significa acqua (ab) di rose (gul) e per estensione indica uno sciroppo acquoso dolce e profumato, in italiano giulebbo o giulebbe , alla menta. Quindi il mint julep è una sorta di granita con sciroppo neutro aromatizzato alla menta e Bourbon, con un ciuffo di foglioline di menta come guarnizione, allo scopo di stimolare anche l'olfatto.

## Storia
Si vuole che l'origine del mint julep sia oscura e mai definitivamente conosciuta. La prima apparizione del mint julep in un libro appare nell'autore John Davis pubblicato a Londra nel 1803 ed è descritto come una dracma di liquore con della menta, bevuto al mattino dagli abitanti della Virginia, negli Stati Uniti
.
Non è specificato da Davis che il liquore sia proprio Bourbon. Dunque questa è la conferma che il mint julep origina nel 1800, negli Stati Uniti del Sud. La diffusione della bevanda fu dovuta al senatore statunitense Henry Clay del Kentucky che la introdusse a Washington al bar Round Robin del famoso Willard Hotel, durante la sua permanenza in città. Il termine julep, negli Stati Uniti, propriamente indicava un po' d'acqua zuccherata che si dava per inghiottire meglio le compresse di qualche farmaco. Gli americani durante il secolo 1900 gustarono non solo il julep a base di Bourbon ma anche il julep a base di gin, fatto con il ginepro e il gin, una bevanda dissetante di cui si sta perdendo memoria

## Preparazione
Lo sciroppo alla menta viene preparato in diversi modi:
- può essere preparato al momento a freddo, macerando delle foglioline di menta in un mortaio con un poco di zucchero, e diluendo con acqua;
- può essere preparato a caldo un infuso di menta, mettendo delle foglioline di menta in acqua bollente e zuccherando un poco e che dura circa due settimane;
- può essere usato direttamente lo sciroppo di menta in commercio.

La quantità di zucchero è a piacere, meglio che sia il meno possibile o anche niente, al massimo un cucchiaino a persona. La quantità di acqua è circa quella di una tazza da tè, circa 200 ml. a persona.
La quantità di Bourbon varia da 60 a 100 ml. circa a persona. Riguardo al potere dissetante si beve circa 300 ml. di liquido (considerando anche il ghiaccio) dei quali in media 80 ml. di alcool. Essendo una bevanda dissetante la quantità di alcool dovrebbe essere minima per avere un grado alcoolico totale circa come le classiche bevanda dissetanti italiane, a base di molta acqua e poco vino. È chiaro che potendo variare a piacere la quantità di menta, acqua e Bourbon, esiste una preparazione classica, dopodiché ognuno fa il mint julep variando la quantità degli ingredienti a seconda del proprio gusto.
Tradizionalmente il mint julep veniva servito in bicchiere d'argento oppure peltro, ma sono d'uso comune anche bicchieri di vetro del tipo "vecchio stile" (Old Fashioned glass, lowball glass, rocks glass) bassi e larghi, oppure il bicchiere tipo tumbler chiamato Collins glass, alto e largo, o ancora l'Highball glass, che costituisce una via di mezzo fra i due precedenti.

## Il Kentucky Derby
Negli Stati Uniti il mint julep dal 1938 è più rinomato come bevanda del Kentucky Derby, una corsa di cavalli. Ogni anno circa 120 000 mint julep sono serviti al Churchill Downs durante i due giorni della Kentucky Oaks e del Kentucky Derby. Per più di 18 anni, il dissetante mint julep dei primi tempi (Early Times Mint Julep Cocktail) è stato designato come la bevanda ufficiale del derby del Kentucky.
Al derby del Kentucky del 2006, Churchill Downs ha servito dei mint julep fatti in proprio al costo di 1000 dollari l'uno. I mint julep furono serviti in bicchieri dorati con fregi in argento e fu usato un Bourbon speciale, della riserva Woodford, la menta importata dall'Irlanda, il ghiaccio dalle Alpi Bavaresi e lo zucchero australiano. Il ricavato fu devoluto ai cavalli da corsa in pensione.
Nel maggio 2008 Churchill Downs ha fatto costruire il più grosso bicchiere per mint julep. Churchill Downs assieme a Early Times ha ordinato al gruppo Weber. di fabbricare un bicchiere largo 1,8 metri (6 foot) e alto 2,3 metri (7,5 foot). Il bicchiere è stato costruito in plastica acrilica per alimenti approvata dalla Food and Drug Administration (FDA), l'ente americano di controllo dei cibi e dei farmaci, su disegno della coppa ufficiale del derby del 2008. Ha una capacità di 780 litri (206 galloni americani) e distribuì il mint julep al derby per mezzo di un elaborato sistema di pompaggio.

## Varianti
Il Kremlin Colonel è un mint julep con vodka al posto del Bourbon; tale drink si differenzia dal Vodka Stinger perché per la preparazione di quest'ultimo si utilizza crème de menthe al posto delle foglie di menta.

## Uso gastronomico
Variando la ricetta del mint julep senza ghiaccio e zucchero e aggiungendovi un cucchiaio o due di olio, si ottiene una mistura che può essere usata per condire grigliate di gamberoni, pesce in genere e carni, o per preparare l'antipasto di cocktail di gamberi. Questo tipo di preparazioni negli Stati Uniti prende il nome di "Mint Julep Bistrò" ed è tipica di New Orleans.

## Il mint julep nelle arti
- Nel film Agente 007 - Missione Goldfinger del 1963, il personaggio di Goldfinger, nella sua tenuta di campagna, offre un mint julep a James Bond, l'agente segreto britannico, che lo vuole non troppo dolce.
- Si vede servire un vassoio di mint julep anche nel film Il grande Gatsby, di Jack Clayton del 1974.
- Nel film Thank You for Smoking la leggenda dell'industria del tabacco, "Il capitano" (Robert Duvall), è un amante del mint julep, i cui segreti gli furono svelati, come afferma lui stesso, da Fidel Castro. Nella scena del suo funerale si vede che alcuni suoi inservienti depositano un bicchiere di mint julep sulla sua tomba.
- One Mint Julep è il titolo di una canzone rhythm and blues di Rudy Toombs, ripresa anche da artisti famosi come Sarah Vaughan e Ray Charles.
- La variante "Georgia-style" del mint julep, viene realizzata sul pianeta Omicron Ceti III dal dottor Leonard McCoy, nell'episodio "Al di qua del paradiso" della prima stagione di Star Trek: Serie Classica.